# Галиније
Галиније (такође се изговара и као Гилуније) је био јерменски господар из 7. века, који је био једна од водећих личности сасанидског Ирана. Током тамновања Хозроја II био је заповедник страже. Галиније је био сасанидски заповедник током арапских освајања Ирана. Био је заповедник страже под Хозројем II, током каснијег утамничења.

## Позадина и идентитет
Име Галиније је арапски облик његовог оригиналног, грчког имена, Гален. Према Поуршариатију, име највероватније није било његово лично име, већ његово титула. Према Поуршариатију, име највероватније није било његово лично име, већ његово титула. Вероватно је био једна од јерменских господара који се уплео у историју Сасанидске државе. Можда је он био особа личне судбине као Мушег III Мамикониан или Грегори од Сивника, који су обојица такође служили Сасаниде почетком 7. века.

## Биографија
Галиније се први пут спомиње као заповедник под Хозројем II, током његовог каснијег тамновања 628. године. Иако је Хозроје II био свргнут са власти и утамничен од стране свог сина Кавада II Шероеа, са њим се још увек поступало као према владару, а Галиније му се чак обраћао формулом аношаг бувад ("нека буде бесмртан"). Након пораза у бици код Кашкара, Јездигерд III је послао Галинија да сруши арапске снаге које су се спремале за инвазију заједно са 60.000 људи и главним командантом свих војски царства Ростам Фарохзадом у бици код Кадисије. Галиније је командовао десним центром војске. Након Ростамове смрти у бици и повлачења осталих заповедника, Галиније је преузео команду над оним што је остало од сасанидске војске. Стекао је контролу над мостобраном и успео да безбедно пребаци већину сасанидске војске преко моста. Погинуо је у бици код Кадисије.